# 黄化玄凤鹦鹉

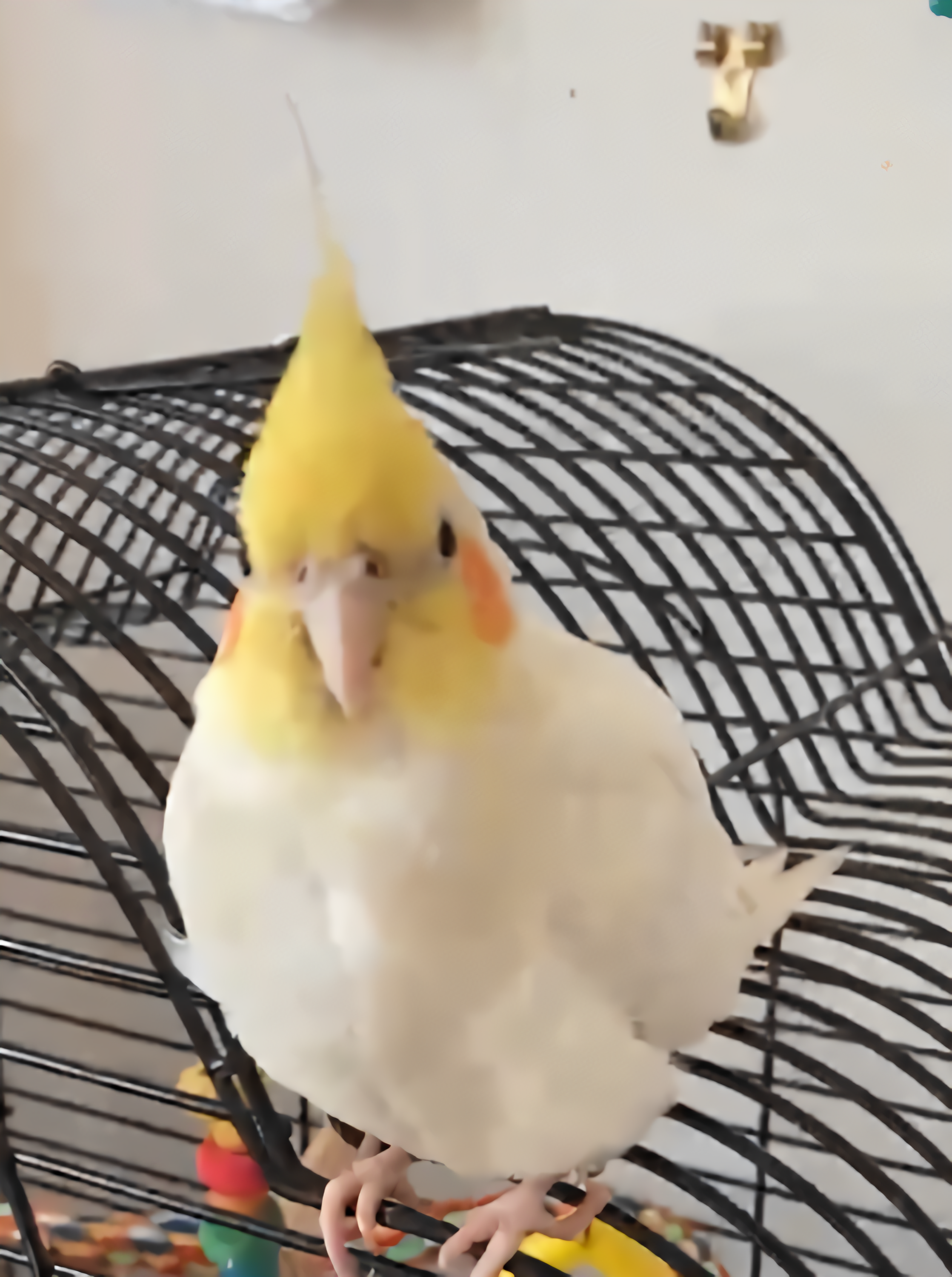
1.5 岁大的雄性黄化玄凤鹦鹉

黄化玄凤鹦鹉是最受欢迎的玄凤鹦鹉变种之一，拥有白色至淡黄色的羽毛和橙色的脸颊。
玄凤鹦鹉羽毛的“原始灰”或“野生型”主要是灰色，每只翅膀的外缘都有明显的白色线条。
然而，鸟类育种者可以针对某些特征进行育种，自 1940 年代以来，他们一直在培育玄凤鹦鹉的不同颜色突变。
黄化玄凤鹦鹉突变是在美国出现的第二个玄凤鹦鹉突变，第一个突变是在1951 年出现的派特玄凤鹦鹉。
黄化玄凤鹦鹉于 1958 年出现在美国佛罗里达州迈阿密的 Cliff Barringer 的鸟舍中。

## 声音和外观
所有玄凤鹦鹉颜色遗传变异具有相同的叫声。雄性玄凤鹦鹉可以说话、唱歌和跳舞（摇头、把翅膀变成心形等）来吸引雌性玄凤鹦鹉。黄化玄凤鹦鹉全身呈现出黄色，耳朵和颊部区域有两个橙色的圆形斑点。

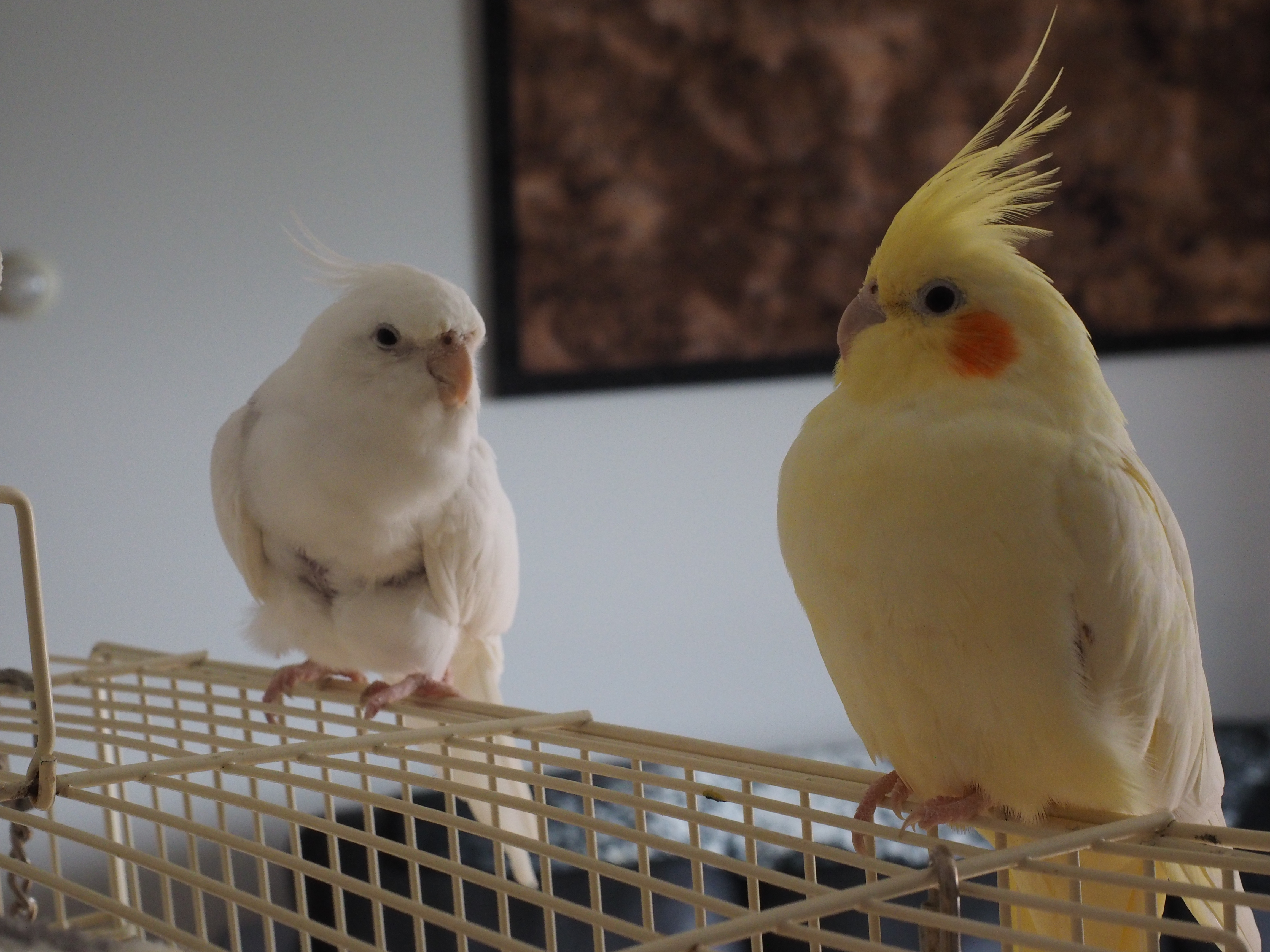
黄化玄凤鹦鹉（右侧）

## 与白子玄凤鹦鹉的关系
白子玄凤鹦鹉，也称白面黄化玄凤鹦鹉，并不是白化病的结果。它是一种将玄凤鹦鹉的“白面基因”和“黄化基因”结合的品种。白面基因消除了玄凤鹦鹉中本应存在的所有黄色和橙色，而黄化基因则消除了所有黑色和灰色。因此，它拥有全白的羽毛、红色的眼睛和粉红色的脚。它因其全白的羽毛而非常罕见。雄鸟和雌鸟在外貌上无法区分，只能从它们的行为或鸣叫中区分。

## 黄化珍珠玄凤鹦鹉
黄化珍珠玄凤鹦鹉是黄化玄凤鹦鹉和珍珠玄凤鹦鹉的复合产物。它外观类似于黄化玄凤鹦鹉，但身上有黄色斑点。

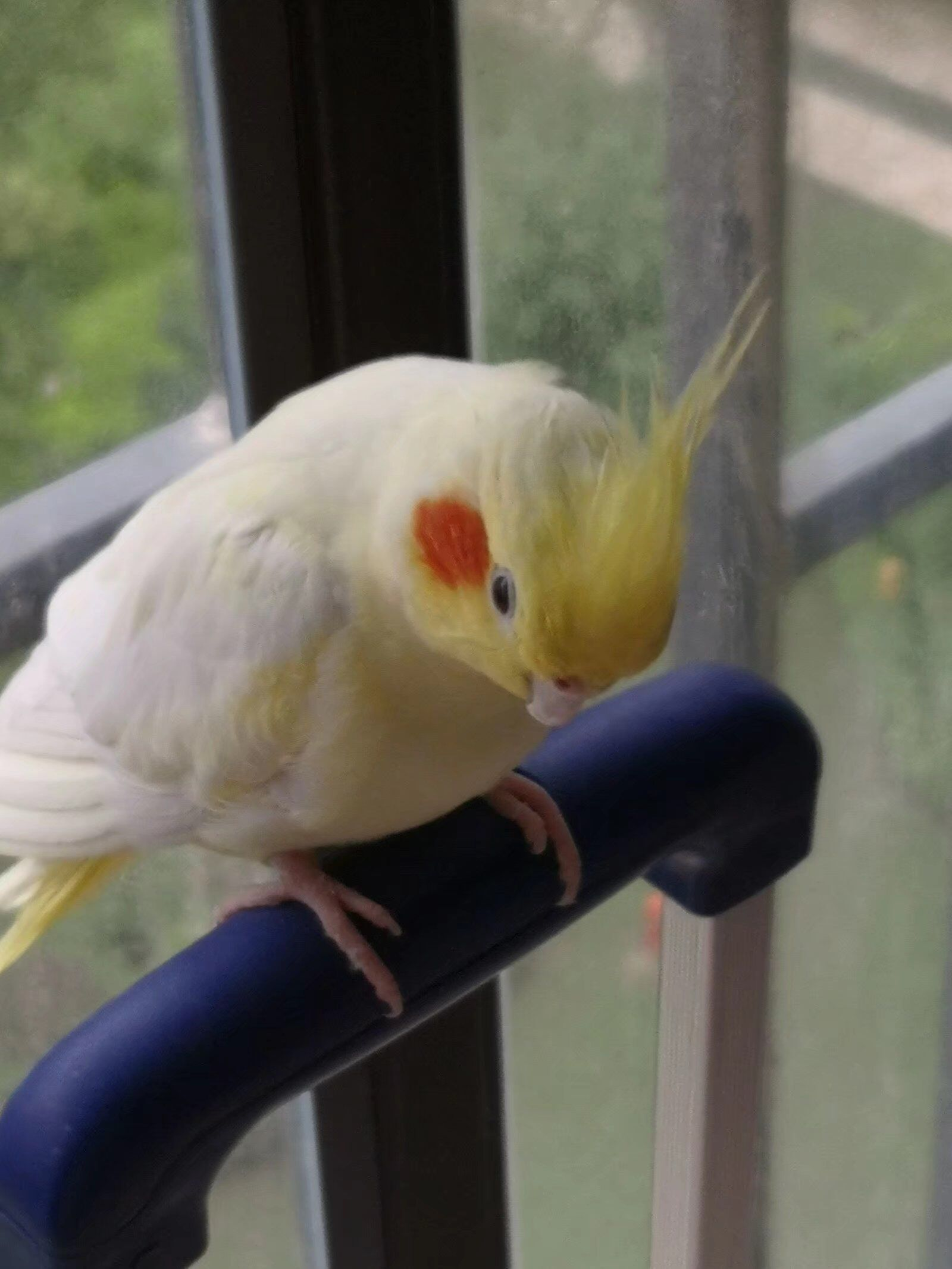
一只雌性的黄化珍珠玄凤鹦鹉